# Lijst van oorlogsmonumenten in Gorinchem
De Nederlandse gemeente Gorinchem heeft 7 oorlogsmonumenten. Hieronder een overzicht.
| Nr.                             | Object                                                                                      | Herdachte groep | Ontwerper                     | Onthulling        | Type               | Locatie                                  | Plaats    | Coördinaten                   | Foto                           |
| ------------------------------- | ------------------------------------------------------------------------------------------- | --- | ----------------------------- | ----------------- | ------------------ | ---------------------------------------- | --------- | ----------------------------- | ------------------------------ |
| 115                             | Monument voor de familie Benjamins                                                          | vervolgden Nederland |                               |                   | begraafplaats/graf | Willem de Vries Robbeweg 10, 4206 AL     | Gorinchem | 51° 50' 15" NB, 4° 58' 43" OL |                                |
| Dit oorlogsmonument op Wikidata | graf van H.C. Magnusson                                                                     | Corps of Royal Canadian Engineers,                                                                                                   |                               |                   | begraafplaats/graf | Willem de Vries Robbeweg 33, 4206 AK     | Gorinchem | 51° 50' 18" NB, 4° 58' 41" OL | graf van H.C. Magnusson        |
| 119                             | Monument aan de Arkelsedijk ter ere van Pater Louis Bleijs CSSR, overleden 17 augustus 1945 | verzet Nederland | A.W. Wesel                    | 16 augustus 1947  | gedenksteen        | Arkelsedijk                              | Gorinchem | 51° 50' 37" NB, 4° 59' 8" OL  |                                |
| 120                             | Monument in het Merewadecollege                                                             | burgerslachtoffers, vervolgden Nederland, verzet Nederland                                                                           |                               | 23 december 1947  | plaquette          | Wijdschildlaan 4, 4207 EA                | Gorinchem | 51° 49' 48" NB, 4° 59' 14" OL |                                |
| 543                             | Monument in het Wilhelminapark                                                              | algemeen, burgerslachtoffers, overig                                                                                                 | Irma van Rappard-von Maubeuge | 6 oktober 1951    | beeld/sculptuur    | Buiten de waterpoort                     | Gorinchem | 51° 49' 33" NB, 4° 58' 24" OL | Monument in het Wilhelminapark |
| 1863                            | Indië-monument                                                                              | militairen in dienst van het Ned. Kon. na 1945, militairen in dienst van het Ned. Kon. 1940-1945, burgers voormalig Nederlands-Indië | Marcus Ravenswaaij            | 18 september 1999 | beeld/sculptuur    | Paardenwater, 4201 KM                    | Gorinchem | 51° 50' 2" NB, 4° 58' 32" OL  | Indië-monument                 |
| 1865                            | Joods monument                                                                              | vervolgden Nederland | Ton Koops                     | 2 mei 1989        | overig             | Melkpad, 4201 HN                         | Gorinchem | 51° 49' 51" NB, 4° 58' 13" OL | Joods monument                 |
| 2565                            | Monument bij de Grote Kerk                                                                  | burgerslachtoffers |                               | 3 oktober 2004    | plaquette          | Groenmarkt 7, 4201 EE                    | Gorinchem | 51° 49' 48" NB, 4° 58' 26" OL | Monument bij de Grote Kerk     |
| 4029                            | Monument voor Esther van Vriesland                                                          | vervolgden Nederland | Heleen Huisman                | 2010              | reliëf/plaquete    | Kalkhaven / Lombardstraat 6, 4201 BA     | Gorinchem | 51° 49' 42" NB, 4° 58' 43" OL |                                |
| Dit oorlogsmonument op Wikidata | Stolpersteine                                                                               | vervolgden Nederland | Gunter Demnig                 |                   | reliëf             | Zie Lijst van Stolpersteine in Gorinchem | Gorinchem |                               | Meer afbeeldingen              |

Alblasserdam ·
Albrandswaard ·
Alphen aan den Rijn ·
Barendrecht ·
Bodegraven-Reeuwijk ·
Capelle aan den IJssel ·
Delft ·
Den Haag ·
Dordrecht ·
Goeree-Overflakkee ·
Gorinchem ·
Gouda ·
Hardinxveld-Giessendam ·
Hendrik-Ido-Ambacht ·
Hillegom ·
Hoeksche Waard ·
Kaag en Braassem ·
Katwijk ·
Krimpen aan den IJssel ·
Krimpenerwaard ·
Lansingerland ·
Leiden ·
Leiderdorp ·
Leidschendam-Voorburg ·
Lisse ·
Maassluis ·
Midden-Delfland ·
Molenlanden ·
Nieuwkoop ·
Nissewaard ·
Noordwijk ·
Oegstgeest ·
Papendrecht ·
Pijnacker-Nootdorp ·
Ridderkerk ·
Rijswijk ·
Rotterdam ·
Schiedam ·
Sliedrecht ·
Teylingen ·
Vlaardingen ·
Voorne aan Zee ·
Voorschoten ·
Waddinxveen ·
Wassenaar ·
Westland ·
Zoetermeer ·
Zoeterwoude ·
Zuidplas ·
Zwijndrecht